# Barátság az ördöggel
A Barátság az ördöggel (eredeti cím: Sympathy for the Devil) 2023-as amerikai lélektani filmthriller, amelyet Yuval Adler rendezett és Luke Paradise írt. A főbb szerepekben Nicolas Cage és Joel Kinnaman látható. 
A film világpremierje a Fantasia Nemzetközi Filmfesztiválon volt 2023. július 22-én, majd július 28-án mutatták be a mozikban az RLJE Films forgalmazásában. Magyarországon a FilmBox Premium mutatta be 2024. november 17-én.

## Cselekmény
David Chamberlain a kórházba megy, ahol felesége vajúdik. Útközben egy idegen száll be az autója hátsó ülésére, akit egyszerűen csak "Az utasnak" hívnak, és azt mondja neki, hogy válasszon egy kártyát, miközben fegyvert tart a fejéhez. David véletlenszerűen a pikk ászt választja, amelyről az utas elárulja, hogy a zsebében volt. Ezután azt mondja Davidnek, hogy vezessen, aki az életét féltve megteszi.
Az út során David többször is megpróbál elmenekülni, de nem sikerül. Először azzal, hogy egy benzinkútnál egy hölgynek a szájába adja, hogy "segítség", aki nem érti a célzást, és elhajt. Aztán azzal, hogy gyorshajt, így egy rendőr megállítja őket, de az utas verekedni kezd a rendőrrel, mielőtt a Sátánt kéri, hogy "álljon mögé". Ezután többször fejbe lövi a zsarut, még egyszer megfenyegeti Davidot, és az út folytatódik. Egy újabb menekülési kísérlet során David kiugrik a mozgó autóból, az utas pedig küzd, hogy megálljon, mielőtt összeütközik. Amikor David a menekülésen gondolkodik, az utas felveszi a telefonját, és megtudja, hol van David felesége. Mivel tudja, hogy a nő meghal, ha elfut, David előbújik rejtekhelyéről, visszaszáll az autóba, és továbbmennek.
Hamarosan megállnak egy étkezdénél, ahol az utas elkezdi felfedni az emberrablás valódi célját. Elmesél Davidnek egy történetet egy brooklyni könyvelőről, aki egy Jacob Sullivan nevű, Bostonban székelő ír maffiafőnöknek dolgozott. A könyvelő szerelmes lett, megnősült, és született egy kislányuk. Sajnos Sullivan egyik társa elkezdett pénzt lopni tőle, és Sullivan azt mondta a könyvelőnek, hogy hívja meg vacsorára. Aznap este megölték, és az utas azt mondja Davidnek, hogy ugyanez fog történni vele is, amikor elérik a célállomásukat. Az utas egyre jobban kiborul, minél tovább beszélgetnek. Úgy tűnik, ismeri Davidet, azt hiszi, hogy valaki más, és tudja, hogy hazudik a magánéletéről. Követeli az igazságot, de David nem tudja, miről beszél. További tagadás után az utas bekattan, felrobbantja az éttermet, és felgyújtja, miközben David hívja a rendőröket, majd kifut. A parkolóban az utas folytatja a történetét. Elárulja, hogy ő volt a könyvelő, és a felesége besétált a Jacob Sullivan által elkövetett gyilkosságba. David és az utas ezután összevesznek, és ismét az utas kerül fölénybe. Visszatérnek az autóhoz, hogy folytassák az utat.
Az utas elmondja Davidnek, hogy egy James Levine nevű férfi hívta őt. Levine egy olyan ember volt, aki "dolgokat javít", és azt mondta neki, hogy a felesége, mint tanú, teher. Amíg az utas távol volt otthonról, Levine felgyújtotta a házát, megölve a feleségét és a lányát. Az utas azt hiszi, hogy David valójában James, és követeli, hogy "mondja ki hangosan a szavakat". David holt szemmel elárulja az igazságot: "Sullivan rendelte el a gyilkosságot".
David ekkor letér az útról, összetöri az autót, és halálosan megsebesíti az utast. A helyszínre rendőrök érkeznek, amikor az utas kimászik a kocsiból, de David lelőtte és megöli mindkettőjüket.
Az utas halálával David, aki valójában James Levine, végre felfedi a teljes igazságot magáról: ő a felelős az utas feleségének és lányának haláláért. A lánya azonban járulékos veszteség volt, és úgy érzi, Isten megbüntette őt ezért azzal, hogy "elvette" az elsőszülöttjét. Az utas végighallgatja a vallomást, képtelen beszélni, miközben vért köhög és sír, James pedig a torkához szorítja az alkarját, és megfojtja.
Ezután James letörli az ujjlenyomatát a fegyverről, és az utas kezébe nyomja, hogy ráfogja a zsaruk meggyilkolását. Amikor újabb zsaruk érkeznek, James megtalálja a pikk ász kártyát a roncsok között, és zsebre vágja. Egy hangüzenetet hallgatva megtudja, hogy a felesége egy lányt szült, akinek a szemei az övéi. Elmosolyodik, feláll, és ártatlanságot színlelve odasétál a zsarukhoz.

## Szereplők
| Szerep                               | Színész            | Magyar hang       |
| ------------------------------------ | ------------------ | ----------------- |
| utas                                 | Nicolas Cage       | Viczián Ottó      |
| sofőr David Chamberlain James Levine | Joel Kinnaman      | Király Attila     |
| pincérnő                             | Alexis Zollicoffer |                   |
| rendőr                               | Cameron Lee Price  | Szokol Péter      |
| fiú                                  | Oliver McCallum    | Gyetvai Martin    |
| tulajdonos                           | Burns Burns        | Majorfalvi Bálint |
| kamionos                             | Rich Hopkins       |                   |
| nagymama                             | Nancy Good         |                   |
| munkatárs                            | Kaiwi Lyman        |                   |

### Magyar változat
- Bemondó: Orosz Gergely
- Magyar szöveg és szinkronrendező: Berzsenyi Zoltán
- Felvevő hangmérnök: Darvas Bence
- Hangmérnök és vágó: Papp Zoltán István
- Gyártásvezető: Mészáros Szilvia
- Produkciós vezető: Legény Judit

A szinkront a Laborfilm Szinkronstúdió készítette el.

## A film készítése
A forgatás 2022 júliusában kezdődött Las Vegasban. A film felét egy Las Vegas-i virtuális stúdióban forgatták, amely a Vū Technologies tulajdona. A Barátság az ördöggel volt az első olyan játékfilm Nevadában, amelyet LED-hangstúdióban forgattak.

## Bemutató
A filmet 2022 szeptemberében mutatták be a Torontói Nemzetközi Filmfesztiválon. 2023 márciusában az RLJE Films megszerezte Észak-Amerika, az Egyesült Királyság, Írország, Ausztrália és Új-Zéland forgalmazási jogait. A világpremier a Fantasia Nemzetközi Filmfesztiválon volt 2023. július 22-én, a mozikban pedig 2023. július 28-án jelent meg. A filmet az Egyesült Királyságban és Írországban a Signature Entertainment adta ki.
A film 2023. szeptember 26-án jelent meg Blu-rayen és DVD-n, majd 2023. november 14-én 4K UHD kiadásban.